# Siamoziero
Siamoziero (ros. Сямозеро) – słodkowodne jezioro w południowej części Karelii w Rosji.
Jezioro mezotroficzne. Lustro wody leży na wysokości 106,5 m n.p.m. Długości 25 km, szerokości 15 km, powierzchnia 266 km², maksymalna głębokość to 24,5 m, a średnia 6,7 m. Długość linii brzegowej wynosi 159 km. Na obszarze akwenu znajduje się 80 wysp. W wodach występuje 20 gatunków ryb, w tym łosoś, sieja pospolita, sielawa europejska, lipień pospolity, sandacz pospolity. Jezioro ma dość rozwiniętą infrastrukturę turystyczną.
18 czerwca 2016 r. na jeziorze doszło do tragedii, gdy duża grupa turystyczna, dzieci z opiekunami, płynąca na łodziach znalazła się w strefie nagłego sztormu. W efekcie wywrócenia łodzi zginęło 14 dzieci w wieku 12-13 lat.